# 濁音
濁音（だくおん）とは、日本語の音節の内、仮名に濁点（゛）を付けた表記を正書法とするものをいう。

## 概要
伝統的には次のような五十音図において清音に対立するガザダバ行の音である。
| が | ぎ | ぐ | げ | ご |
| ざ | じ | ず | ぜ | ぞ |
| だ | ぢ | づ | で | ど |
| ば | び | ぶ | べ | ぼ |

またその拗音を含むことがある。
| ぎゃ |      | ぎゅ |      | ぎょ |
| じゃ |      | じゅ |      | じょ |
| ぢゃ |      | ぢゅ |      | ぢょ |
| でゃ |      | でゅ |      | でょ |
| びゃ |      | びゅ |      | びょ |
|      |      |      | ぎぇ |      |
| ぐぁ | ぐぃ |      | ぐぇ | ぐぉ |
| ぐゎ |      |      |      |      |
|      |      |      | じぇ |      |
|      | ずぃ |      |      |      |
| どぁ | どぃ | どぅ | どぇ | どぉ |
|      | でぃ | でぅ |      |      |

ただし、ガ行は/ɡ/のガ行音と/ŋ/のガ行鼻音（鼻濁音）の区別があるが、表記上、両者は区別されない。また現代では「じ」と「ぢ」、「ず」と「づ」の四つ仮名は同音である。
また近年、定着しつつある外来語の音で濁点を使って表記する「ヴ」を濁音に入れるかについては議論の余地がある。それは五十音図のようなきっちりとした体系をもっておらず、各音の定着度にばらつきが見られるからである。
なお、近年、子音を伴わない「あ」、「い」、「う」、「え」、「お」に濁点を付ける俗表記が漫画等で見られるが、これは声門の緊張を伴う発音を表現していることが多く、濁音を表しているのではない。

## 名称の由来
清音・濁音の区別は中国の伝統的な言語学である音韻学の清濁に由来している。音韻学ではナ行・マ行の子音（鼻音）やラ行子音（流音）、ヤ行・ワ行の子音（半母音）も濁音に分類されている。

## 音声学的な特徴
これらの音は、原則として清音の子音をそのまま有声化したものに相当するが、実際の発音上はいくつかの例外が存在するため安易に有声音と定義するのは難しい。
1. 濁音は一般に文節頭または撥音（「ん」）の後では有声破裂音または破擦音に、撥音の後を除く文節中または文節尾では有声摩擦音またはそれに近い音（口腔内を閉鎖する上下の調音器官の密着度の弱いあるいは密着時間の短い有声破裂音または破擦音）に発音される傾向がある。ただし、「が」「ぎ」「ぐ」「げ」「ご」及び「ぎゃ」「ぎゅ」「ぎょ」の発音には上記のほかに鼻音も存在し、これを特に鼻濁音と呼ぶ。普通の濁音と鼻濁音の間に意味上の違いはないため、鼻濁音を使う話し手と使わない話し手があるが、使う（使い分ける）話し手は、文節頭では普通の濁音、即ち上述の有声破裂音を、その他では撥音の後も含めて鼻濁音、即ち鼻音を使用する。なお、方言によっては文節中及び文節尾の濁音が前鼻音化することがあり、その場合は文節頭より文節中･文節尾の濁音の方が閉鎖の密着度の強い破裂音または破擦音になることがある。
2. 「ば」「び」「ぶ」「べ」「ぼ」及び「びゃ」「びゅ」「びょ」は、「は」「ひ」「ふ」「へ」「ほ」及び「ひゃ」「ひゅ」「ひょ」の古い発音の音を有声化したものに相当する。即ち、これらの清音の頭子音が無声両唇破裂音であったり無声両唇摩擦音であったりしたものを有声化して、有声両唇破裂音または有声両唇摩擦音としたものであるので、この濁音を無声化すると、元の半濁音の「ぱ」「ぴ」「ぷ」「ぺ」「ぽ」及び「ぴゃ」「ぴゅ」「ぴょ」（無声両唇破裂音）または清音の「ふぁ」「ふぃ」「ふ」「ふぇ」「ふぉ」及び「ふゃ」「ふゅ」「ふょ」（無声両唇摩擦音）となる。
3. 一部の方言を除き、「じ」と「ぢ」あるいは「じゃ行」と「ぢゃ行」の同一段どうしを音の上で区別しない。どちらにも、「し」または「しゃ行」各段の音を有声化した音（有声摩擦音）またはそれに近い音（閉鎖の弱い有声破擦音）と「ち」または「ちゃ行」各段の音を有声化した音（有声破擦音）の両方が使われる。
4. 一部の方言を除き、「ず」「づ」を音の上で区別しない。どちらにも、「す」を有声化した音（有声摩擦音）またはそれに近い音（閉鎖の弱い有声破擦音）と「つ」を有声化した音（有声破擦音）の両方が使われる。

## 表記

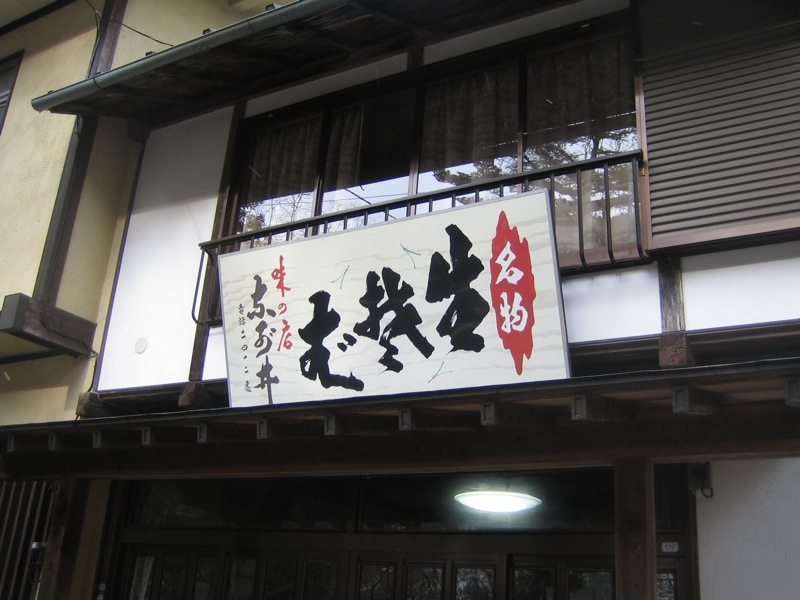
群馬県の蕎麦屋「生そばなが井」の看板には、「ば」と「が」の濁点付き変体仮名が使用されている。

現代の表記では濁音は対応する清音に濁点（゛）を付して書かれるが、歴史的には濁点を使用していない表記も存在している。また、変体仮名の清音に濁点を付けて対応する濁音を表す表記も存在している。

## 連濁
2つの語を組み合わせて熟語を作るときに後続の清音が濁音化する場合があり連濁と呼ぶ。
例：もち+こめ→もちごめ（餅米）、こい+ふみ→こいぶみ（恋文）
長唄等の教本においては、連濁が起きることを明示するために、漢字に濁点を付けて表す例もある。

## 濁音の作品
- 方言詩人の伊奈かっぺいは、津軽弁には濁音に変わる語が多いことを利用して、全て濁音だけからなる方言詩を作ったことがある。
- 特撮番組『仮面ライダークウガ』の怪人が使う架空言語「グロンギ語」はほとんどが濁音で構成される。